# محلول يوريا-نترات الأمونيوم
محلول يوريا-نترات الأمونيوم هو محلول من اليوريا ونترات الأمونيوم في الماء، يستخدم كسماد آزوتي أو لإنتاج أسمدة آزوتية أخرى.
درجة الرطوبة النسبية الحرجة لمزيج اليوريا ونترات الامونيوم منخفضة جداُ (18% عند 30 °م)، ولهذا لا يمكن أن يستخدم هذا المركب إلا في الأسمدة السائلة. الأكثر شيوعاً من هذه الأسمدة تركيز 32%، الذي يتألف من 45% من نترات الأمونيوم و35% من اليوريا و20% فقط من الماء. هناك تراكيز أخرى مثل 'UAN 28' و'UAN 30' و'UAN 18'.
هذه المحاليل تسبب تآكل الفولاذ الطري وبالتالي فهي عادة ما تكون مجهزة بمواد مثبطة للتآكل لحماية الصهاريج وخطوط الأنابيب وفوهات المرشات.